# هجوم إثريا-الرقة (فبراير–مارس 2016)
كان هجوم إثريا-الرقة (فبراير–مارس 2016) عملية عسكرية قام بها الجيش العربي السوري ضد داعش، خلال الحرب الأهلية السورية، بهدف الوصول إلى مطار الطبقة العسكري الذي يسيطر عليه داعش.

## التبعات
في 2 يونيو، أعلن الجيش بدء هجوم جديد من إثريا، بهدف تحرير مدينة الرقة.